# Дејан Јовељић
Дејан Јовељић (Бијељина, 7. август 1999) српски је фудбалер. Тренутно наступа за Спортинг Канзас Сити.
После млађих селекција београдске Црвене звезде, Јовељић је 2016. године потписао свој први професионални уговор са клубом. Током сезоне 2016/17. лиценциран је за такмичење у Суперлиги Србије. После опоравка од мононуклеозе, Јовић је прикључен раду са првим тимом код тренера Владана Милојевића, а за сениорски састав Црвене звезде дебитовао је у децембру 2017. године. Током такмичарске 2018/19. наступао је за омладинску екипу свог клуба у УЕФА Лиги младих, коју је предводио као капитен. Током исте сезоне, наступио је и на два сусрета групне фазе Лиге шампиона. За Црвену звезду одиграо је укупно 28 утакмица у свим такмичењима и постигао 14 голова.
Током свог фудбалског развоја, Јовељић је редовно селектиран у млађим репрезентативним узрастима Србије. Са кадетском репрезентацијом учествовао је на Европском првенству 2016. године у Азербејџану. Селектор Горан Ђоровић уврстио га је на списак младе репрезентације Србије за Европско првенство 2019. у Италији и Сан Марину.

## Каријера

### Црвена звезда

#### Сезона 2016/17: рад са првим тимом
Као рођени Бијељинац, Јовељић је фудбалом почео да се бави у локалном клубу Слога Јунајтед. На пријатељској утакмици са Црвеном звездом, запазио га је тренер у омладинској школи тог клуба, на чији позив је 2010. године прешао у Београд. Током своје седме сезоне у клубу, Јовељић је као кадет наступао за омладински састав, док је 16. марта 2016. потписао свој први професионални уговор са Црвеном звездом.
Јовељић је потом, лета 2016, укључен у рад са првим тимом код тренера Миодрага Божовића. У августу исте године Јовељићу је откривена мононуклеоза, због чега је паузирао до пролећа исте сезоне. У међувремену, Јовељић је уврштен међу 60 најталентованијих младих играча према писању британског Гардијана.  По повратку на терен, Јовељић је до краја сезоне наступао за млади тим, а фигурирао је и као један од кандидата за престижну награду Златни дечак, коју додељује италијански спортски дневник Тутоспорт.

#### Сезона 2017/18: деби у сениорској конкуренцији
Средином 2017. године, Јовељић је представљен међу 10 најперспективнијих играча Црвене звезде, према истраживању дневног листа Ало! Након веома успешног периода у омладинској лиги Србије, Јовељић је промовисан у званичног члана првог тима, као трећи шпиц екипе, иза Ричмонда Боаћија и Александра Пешића. Неколико дана касније, 19. септембра, Јовељић је продужио уговор са клубом до 2021. године. По први пут у протоколу на званичној утакмици нашао се против екипе Младости из Лучана, 22. октобра те године. Свој дебитантски наступ у сениорској конкуренцији, Јовељић је забележио 10. децембра 2017. године у победи над екипом Борца из Чачка у оквиру 21. кола Суперлиге Србије за сезону 2017/18, ушавши у игру уместо Александра Пешића у 70. минуту утакмице. Јовељић се по први пут нашао у стартној постави сениорске утакмице нашао 5. маја 2018, када је постигао два поготка у поведи од 4 : 0 над екипом суботичког Спартака. Коначно, на затварању сезоне, Јовељић је био стрелац у победи од 5 : 1 против Вождовца. Освајањем шампионске титуле у Суперлиги Србије са Црвеном звездом, Јовељић је освојио свој први трофеј у професионалној каријери.

#### Сезона 2018/19: Лига шампиона
Лета 2018, након освајања шампионске титуле са омладинском екипом Црвене звезде, Јовељић је започео припреме са првим тимом. После комплетном припремног периода са сениорским погоном, Јовељић је лиценциран за квалификациони циклус утакмица за Лигу шампиона. После двомеча са Спартаксом из Јурмале у првом колу квалификација, када није био у саставу, Јовељић се нашао у стартној постави на отварању такмичарске 2018/19. у Суперлиги Србије, против Динама из Врања. Тада је био стрелац другог поготка за свој тим, у победи од 3 : 0, након асистенције Лоренца Ебисилија. У првом тиму је касније имао мању минутажу, а након пласмана екипе у групну фазу Лиге шампиона, прекомандован је у омладински састав. Како је омладински састав у први тим постао део Лиге шампиона, Јовељић је увршен међу лиценциране играче за то такмичење. Екипу је предводио као капитен, а погађао је против све три противничке екипе одговарајућег узраста, у групној фази такмичења. Тиме је био једини стрелац у ремију од 1 : 1 са омладинцима Наполија, односно у поразима од Париз Сен Жермена и Ливерпула, идентичним резултатом, 2 : 1. У међувремену је погађао на сусрету 11. кола Суперлиге Србије, са екипом Земуна, као и шеснаестине финала Купа Србије, против Динама, на стадиону „Јумка” у Врању. Јовељић је у омладинској Лиги шампиона наступио још у 4. колу, на другом сусрету са Ливерпулом. На одложеној утакмици осмине финала Купа Србије, против екипе ТСЦ Бачке Тополе, одигране 21. новембра 2018, Јовељић је реализовао једанаестерац, који је претходно изнудио. Јовељић је у Лиги шампиона за сениоре дебитовао је у 4. колу групне фазе, на гостовању Наполију, ушавши у игру уместо Николе Стојиљковића на почетку другог полувремена. Наступио је и на утакмици последњег кола, против Париз Сен Жермена, када је у завршници сусрета на терену заменио Марка Марина.
У 26. колу домаћег шампионата, против Земуна, Јовељић је био стрелац другог поготка за свој тим, након асистенције Милана Павкова, док је Павков, потом, реализовао једанаестерац који је Јовељић изнудио. Неколико дана касније, Јовељић је продужио свој уговор са клубом до 2023. године, којим му је гарантована зарада од 100 хиљада евра годишње. Одмах затим, у следећем колу Суперлиге Србије, Јовељић је био двоструки стрелац у победи од 3 : 0 на гостовању Раду. Касније је погодио и против лучанске Младости на првој утакмици полуфинала Купа Србије, коју је Црвена звезда добила резултатом 4 : 1. Двоструки стрелац био је и у победи од 5 : 0 на гостовању Војводини, на Стадиону Карађорђе у Новом Саду, док је сезону затворио поготком и асистенцијом за Милана Јевтовића у победи од 3 : 0 над крушевачким Напретком. Црвена звезда је нешто раније одбранила шампионску титулу Суперлиге Србије, па је Јовељићу други пут заредом припала златна медаља тог такмичења. На 28 званичних утакмица у дресу Црвене звезде, Јовељић је постигао упола мање погодака.

### Ајнтрахт Франкфурт
Јовељић је 14. јуна 2019. године напустио Црвену звезду и потписао петогодишњи уговор са Ајнтрахтом из Франкфурта. У стрелце се по први пут уписао током предсезоне, на припремном сусрету са саставом Јанг бојса, када је постигао једини погодак за свој тим у поразу од 5 : 1. На свом званичном дебију за клуб, на првом сусрету другог кола квалификација за Лигу Европе, Јовељић је постигао одлучујући погодак за победу свог тима резултатом 2 : 1, на гостовању Флори у Талину.

## Репрезентација
Након наступа за млађу кадетску у кадетску репрезентацију Србије, Јовељић је за селекцију до 18 година старости дебитовао 15. децембра 2015. против екипе Украјине. Како је због болести пропустио већи део наредне године, за ову селекцију није наступао до 20. априла 2017, када је постигао гол у победи од 2 : 0 над Узбекистаном. Наступајући за Србију у овом узрасту, Јовељић је на 6 утакмица постигао исто толико голова, од чега је по два гола постигао на утакмицама против Чешке и Француске. Први позив у омладинску репрезентацију Србије добио је од селектора Милоша Велебита крајем августа 2017. Постигавши два гола у победи над екипом Израела, Јовељић је проглашен најперспективнијим играчем меморијалног турнира „Стеван Ћеле Вилотић”.  Крајем исте године, добио је позив Горана Ђоровића у младу репрезентацију Србије за пријатељску утакмицу против Катара. За тим је дебитовао ушавши у игру током другог дела утакмице, одигране 17. децембра 2017. У новембру 2018, селектор Горан Ђоровић уврстио је Јовељића на списак млађе младе репрезентације, сачињен од играча рођених 1998. и млађих. Јовељић је за ту селекцију наступио на утакмицама против екипа Црне Горе и Северне Македоније.

## Начин игре
Јовељић је 180 центиметара високи офанзивни играч, који најчешће наступа у шпицу напада, али по потреби може да одигра и на месту крилног нападача. Пажњу јавности заинтересовао је постигавши победоносни гол у финалу „Турнира пријатељства" против младе екипе Динама из Загреба, односно хет-трик против омладинаца Партизана у спортском центру „Земунело”, када је као кадет наступао за две године старију селекцију. Током своје последње сезоне у статусу омладинца, Јовељић је на 14 утакмица у јесењем делу шампионата постигао укупно 33 поготка, од чега је на неколико утакмица постигао по три или више голова.
Играјући у млађим категоријама на клупском и репрезентативном нивоу, Јовељић се афирмисао као изузетно ефикасан нападач, због чега је у медијима описан као „предатор”, односно „ловац на голове”. Оцењен је као фудбалер који подједнако добро користи обе ноге, солидно игра главом и има високи проценат реализације казнених удараца. Због свог стила игре, често је упоређиван са аргентинским нападачем Мауром Икардијем, односно својим суграђанином Луком Јовићем, такође некадашњим играчем Црвене звезде.

## Статистика

#### Клупска
Ажурирано 20. децембра 2019.
| Клуб               | Сезона   | Лига               | Лига    | Лига   | Национални куп | Национални куп | Европа  | Европа | Остало  | Остало | Укупно  | Укупно |
| Клуб               | Сезона   | Дивизија           | Наступа | Голова | Наступа        | Голова         | Наступа | Голова | Наступа | Голова | Наступа | Голова |
| ------------------ | -------- | ------------------ | ------- | ------ | -------------- | -------------- | ------- | ------ | ------- | ------ | ------- | ------ |
| Црвена звезда      | 2016/17. | Суперлига Србије   | 0       | 0      | 0              | 0              | —       | —      | —       | —      | 0       | 0      |
| Црвена звезда      | 2017/18. | Суперлига Србије   | 4       | 3      | 0              | 0              | 0       | 0      | —       | —      | 4       | 3      |
| Црвена звезда      | 2018/19. | Суперлига Србије   | 17      | 8      | 5              | 3              | 2       | 0      | —       | —      | 24      | 11     |
| Црвена звезда      | Укупно   | Укупно             | 21      | 11     | 5              | 3              | 2       | 0      | —       | —      | 28      | 14     |
| Ајнтрахт Франкфурт | 2017/18. | Бундеслига Немачке | 4       | 0      | 1              | 0              | 5       | 1      | —       | —      | 10      | 1      |
| Каријера           | Каријера | Каријера           | 25      | 11     | 6              | 3              | 7       | 1      | —       | —      | 38      | 15     |

## Приватно
Јовељић је најпре уписао Другу економску школу у Београду, али је услед нагомиланих обавеза напустио, а потом завршио приватну школу у Новом Саду. У слободно време воли да игра билијар, шах и слаже Рубикову коцку, а његов лични рекорд у тој дисциплини износи 39 секунди. Иако се рано одвојио од куће, Јовељић често напомиње да му породица пружа велику подршку у свему што ради.

## Трофеји
Црвена звезда
- Суперлига Србије у фудбалу (2): 2017/18, 2018/19.[42]